# Sportwagen-Weltmeisterschaft 1954

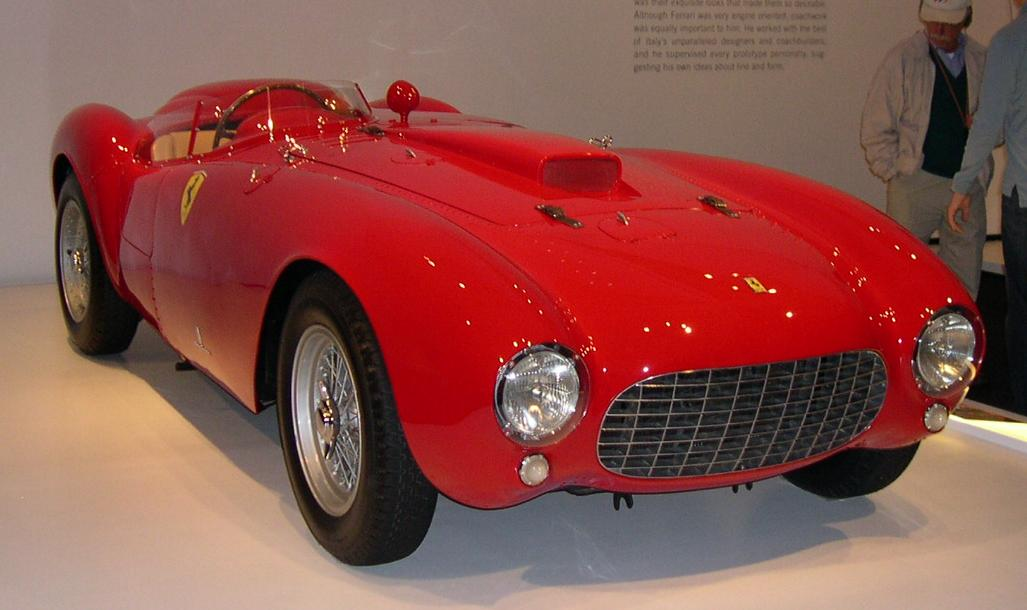
Ferrari 375 Plus

Die Sportwagen-Weltmeisterschaft 1954 war die zweite Saison dieser Meisterschaft. Sie begann am 24. Januar und endete am 23. November 1954.

## Meisterschaft
Wie im Vorjahr wurden auch 1954 Weltmeisterschaftspunkte nur für die jeweiligen Hersteller der Rennfahrzeuge und nicht für die meldenden Rennteams vergeben. Die ersten sechs der jeweiligen Rennen bekamen Punkte nach dem Schema 8-6-4-3-2-1, wobei nur der am besten platziere Wagen eines Herstellers für die Weltmeisterschaft gewertet wurde. Außerdem wurden von den sechs Rennen nur die jeweils besten Vier gewertet.
Die Meisterschaft begann mit dem 1000-km-Rennen von Buenos Aires und endete bei der Carrera Panamericana. Die Tourist Trophy dieses Jahres konnte mit einer sporthistorischen Besonderheit aufwarten. Ähnlich wie beim 24-Stunden-Rennen von Le Mans wurde bei der Tourist Trophy auch eine Handicap-Index-Wertung ausgefahren. Bei dieser Wertung wurden Leistung und Hubraum eines Fahrzeugs in Relation zum Gewicht gesetzt. Daraus ergab sich ein Handicap für hubraumstarke Fahrzeuge. Diese Index-Wertung wurde parallel zur Gesamtwertung ausgefahren. Bei der Tourist Trophy wurde für die Punktevergabe bei der Sportwagen-Weltmeisterschaft nicht die Gesamtwertung, sondern die Index-Wertung herangezogen. Somit siegte dort der kleine DB HBR von Paul Armagnac und Gérard Laureau, der in der Gesamtwertung nur den 21. Rang belegt hatte. Die Gesamtwertung hatten Mike Hawthorn und Maurice Trintignant im Werks-Ferrari 750 Monza gewonnen.
Die Meisterschaft gewann Ferrari vor Lancia und Jaguar.

## Rennkalender
| Nr. | Datum              | Rennname / Rennstrecke                                                  | Team                          | Gesamtsieger                              | Fahrzeug                      | Meisterschaft |
| --- | ------------------ | ----------------------------------------------------------------------- | ----------------------------- | ----------------------------------------- | ----------------------------- | ------------- |
| 1   | 24. Januar         | 1000-km-Rennen von Buenos Aires (Autódromo Juan y Oscar Alfredo Gálvez) | Scuderia Ferrari              | Giuseppe Farina Umberto Maglioli          | Ferrari 375 Plus              | Marken        |
| 2   | 7. März            | 12-Stunden-Rennen von Sebring (Sebring International Raceway)           | Briggs Cunningham             | Bill Lloyd Stirling Moss                  | OSCA MT4 1450                 | Marken        |
| 3   | 1. Mai             | Mille Miglia (Brescia - Rom - Brescia)                                  | Scuderia Lancia               | Alberto Ascari                            | Lancia D24                    | Marken        |
| 4   | 12. – 13. Juni     | 24-Stunden-Rennen von Le Mans (Circuit des 24 Heures)                   | Scuderia Ferrari              | José Froilán González Maurice Trintignant | Ferrari 375 Plus              | Marken        |
| 5   | 11. September      | RAC Tourist Trophy (Dundrod Circuit)                                    | Automobiles Deutsch et Bonnet | Paul Armagnac Gérard Laureau              | DB HBR                        | Marken        |
| 6   | 23. – 27. November | Carrera Panamericana (Tuxtla Gutiérrez - Ciudad Juárez)                 | Erwin Goldschmidt             | Umberto Maglioli                          | Ferrari 375 Plus Pinin Farina | Marken        |

## Marken-Weltmeisterschaft für Konstrukteure

### Gesamtwertung
| Position | Konstrukteur                | 1 | 2 | 3 | 4 | 5   | 6 | Gesamt |
| -------- | --------------------------- | - | - | - | - | --- | - | ------ |
| 1        | Ferrari                     | 8 |   | 6 | 8 | (6) | 8 | 30     |
| 2        | Lancia                      |   | 6 | 8 |   | 6   |   | 20     |
| 3        | Jaguar                      | 3 |   | 6 | 1 |     |   | 10     |
| 4=       | Deutsch & Bonnet            |   |   |   |   | 8   |   | 8      |
| 4=       | O.S.C.A.                    |   | 8 |   |   |     |   | 8      |
| 6        | Maserati                    |   | 6 |   |   |     |   | 6      |
| 7        | Porsche                     |   |   | 1 |   |     | 4 | 5      |
| 8=       | Cunningham                  |   |   |   | 4 |     |   | 4      |
| 8=       | Donald Healey Motor Company |   | 4 |   |   |     |   | 4      |
| 8=       | Aston Martin                | 4 |   |   |   |     |   | 4      |
| 11       | HWM                         |   |   |   |   | 3   |   | 3      |
| 12=      | Kieft                       |   | 1 |   |   |     |   | 1      |
| 12=      | Gordini                     |   |   |   | 1 |     |   | 1      |